# Paramesiodes temulenta
Paramesiodes temulenta is een vlinder uit de familie bladrollers (Tortricidae). De wetenschappelijke naam voor deze soort is voor het eerst geldig gepubliceerd in 1912 door Meyrick.
De soort komt voor in tropisch Afrika.